# Cantonul Dangé-Saint-Romain
Cantonul Dangé-Saint-Romain este un canton din arondismentul Châtellerault, departamentul Vienne, regiunea Poitou-Charentes, Franța.

## Comune
| Comune                | Populație (1999) | Cod poștal | Cod INSEE |
| --------------------- | ---------------- | ---------- | --------- |
| Buxeuil               | 930              | 37160      | 86042     |
| Dangé-Saint-Romain    | 3.143            | 86220      | 86092     |
| Ingrandes             | 1.812            | 86220      | 86111     |
| Leugny                | 438              | 86220      | 86130     |
| Les Ormes             | 1.557            | 86220      | 86183     |
| Oyré                  | 906              | 86220      | 86186     |
| Port-de-Piles         | 530              | 86220      | 86195     |
| Saint-Rémy-sur-Creuse | 405              | 86220      | 86241     |